# جيفري سيمبسون
جيفري سيمبسون (بالإنجليزية: Jeffrey Simpson)‏ (و. 1949  م) هو صحفي من الولايات المتحدة، وكندا، ولد في نيويورك.

## التعليم
تعلم في كلية لندن للاقتصاد، وجامعة كوينز.

## جوائز
حصل على جوائز منها:
- ضابط وسام كندا.